# キニーネ-3-モノオキシゲナーゼ
キニーネ-3-モノオキシゲナーゼ（quinine 3-monooxygenase）は、次の化学反応を触媒する酸化還元酵素である。
キニーネ + NADPH + H+ + O2 {\displaystyle \rightleftharpoons } 3-ヒドロキシキニーネ + NADP+ + H2O
この酵素の基質はキニーネとNADPH、H+およびO2で、生成物は3-ヒドロキシキニーネとNADP+、H2Oである。
組織名はquinine,NADPH:oxygen oxidoreductaseで、別名にquinine 3-hydroxylaseがある。